# Municipio de Jones (Iowa)
El municipio de Jones (en inglés: Jones Township) es un municipio ubicado en el condado de Union en el estado estadounidense de Iowa. En el año 2010 tenía una población de 262 habitantes y una densidad poblacional de 2,84 personas por km².

## Geografía
El municipio de Jones se encuentra ubicado en las coordenadas 41°1′36″N 94°4′22″O / 41.02667, -94.07278. Según la Oficina del Censo de los Estados Unidos, el municipio tiene una superficie total de 92.15 km², de la cual 91,93 km² corresponden a tierra firme y (0,24 %) 0,22 km² es agua.

## Demografía
Según el censo de 2010, había 262 personas residiendo en el municipio de Jones. La densidad de población era de 2,84 hab./km². De los 262 habitantes, el municipio de Jones estaba compuesto por el 98,85 % blancos y el 1,15 % eran de una mezcla de razas. Del total de la población el 0 % eran hispanos o latinos de cualquier raza.